# Persone di cognome Gregory
| Questa pagina contiene informazioni ricavate automaticamente dalle voci biografiche con l'ausilio del template Bio e di un bot. L'aggiornamento è periodico e automatico e ricostruisce completamente la pagina. Se manca una persona in questa lista, sei pregato di non aggiungerla, ma accertati piuttosto che la sua voce biografica contenga il template Bio e che i dati anagrafici siano correttamente compilati. Se il template Bio manca, inseriscilo tu stesso o, in alternativa, metti l'avviso {{tmp\|Bio}} che ne segnala la mancanza. Se i dati riportati sono sbagliati, correggi direttamente la voce biografica; le modifiche saranno visibili in questa lista entro pochi giorni. Per chiarimenti vedi il progetto antroponimi. La lista contiene solo le 66 persone che sono citate nell'enciclopedia e per le quali è stato implementato correttamente il template Bio. Pagina aggiornata al 7 mag 2025. |

Questa è una lista di persone presenti nell'enciclopedia che hanno il cognome Gregory, suddivise per attività principale.

## Allenatori di calcio(1)
- John Gregory, allenatore di calcio e ex calciatore inglese (Scunthorpe, n. 1954)

## Allenatori di pallacanestro(2)
- Ed Gregory, allenatore di pallacanestro e dirigente sportivo statunitense (Memphis, n. 1931 - † 1995)
- Brian Gregory, allenatore di pallacanestro e dirigente sportivo statunitense (Mount Prospect, n. 1966)

## Allenatori di pallavolo(1)
- Taylor Gregory, allenatore di pallavolo e ex pallavolista statunitense (Saugus, n. 1993)

## Astronauti(2)
- Frederick Gregory, ex astronauta statunitense (Washington, n. 1941)
- William Gregory, ex astronauta statunitense (n. 1957)

## Attori(7)
- Adam Gregory, attore e doppiatore statunitense (Cincinnati, n. 1987)
- Andre Gregory, attore e regista francese (Parigi, n. 1934)
- Benji Gregory, attore e doppiatore statunitense (Los Angeles, n. 1978 - Peoria, † 2024)
- Dorian Gregory, attore statunitense (Washington, n. 1971)
- James Gregory, attore statunitense (New York, n. 1911 - Sedona, † 2002)
- Leo Gregory, attore britannico (Leicester, n. 1978)
- Mark Gregory, attore italiano (Roma, n. 1964 - Castel Madama, † 2013)

## Attrici(2)
- Ena Gregory, attrice australiana (Sydney, n. 1906 - Laguna Beach, † 1993)
- Natalie Gregory, attrice statunitense (n. 1975)

## Avvocati(1)
- Louis George Gregory, avvocato statunitense (Charleston, n. 1874 - Eliot, † 1951)

## Calciatori(4)
- Anthony Karl Gregory, ex calciatore islandese (n. 1966)
- Gayson Gregory, calciatore antiguo-barbudano (Bolands, n. 1982)
- Lee Gregory, calciatore inglese (Sheffield, n. 1988)
- Martin Gregory, ex calciatore maltese (n. 1965)

## Canottieri(1)
- Alex Gregory, canottiere britannico (Cheltenham, n. 1984)

## Cantanti(3)
- Adam Gregory, cantante e cantautore canadese (Edmonton, n. 1985)
- Glenn Gregory, cantante, musicista e tastierista britannico (Sheffield, n. 1958)
- Tom Gregory, cantante britannico (Blackpool, n. 1995)

## Cardinali(1)
- Wilton Daniel Gregory, cardinale e arcivescovo cattolico statunitense (Chicago, n. 1947)

## Cestiste(1)
- Fern Nash, cestista statunitense (n. 1928 - † 1984)

## Cestisti(4)
- Kenny Gregory, ex cestista statunitense (Columbus, n. 1978)
- Claude Gregory, ex cestista statunitense (Washington, n. 1958)
- Jordan Gregory, ex cestista statunitense (Pueblo, n. 1992)
- Keylen Gregory, ex cestista americo-verginiano (n. 1986)

## Chitarristi(1)
- Dave Gregory, chitarrista, tastierista e cantante britannico (Swindon, n. 1952)

## Coreografe(1)
- Gillian Gregory, coreografa britannica (Shrewsbury)

## Direttori della fotografia(1)
- Carl Gregory, direttore della fotografia, regista cinematografico e sceneggiatore statunitense (Walnut, n. 1882 - Van Nuys, † 1951)

## Esploratori(1)
- Augustus Gregory, esploratore inglese (Farnsfield, n. 1819 - Brisbane, † 1905)

## Filosofi(1)
- Tullio Gregory, filosofo e storico della filosofia italiano (Roma, n. 1929 - Roma, † 2019)

## Fisiologi(1)
- Roderic Alfred Gregory, fisiologo britannico (Londra, n. 1913 - Liverpool, † 1990)

## Fotografe(1)
- Yvonne Gregory, fotografa britannica (n. 1889 - † 1970)

## Fumettisti(1)
- Bob Gregory, fumettista statunitense (Los Angeles, n. 1921 - Los Angeles, † 2003)

## Geologi(1)
- John Walter Gregory, geologo e esploratore britannico (Londra, n. 1864 - Fiume Urubamba, † 1932)

## Giocatori di football americano(3)
- Randy Gregory, giocatore di football americano statunitense (Jacksonville, n. 1992)
- Steve Gregory, ex giocatore di football americano e allenatore di football americano statunitense (Brooklyn, n. 1983)
- Ted Gregory, ex giocatore di football americano statunitense (New York, n. 1965)

## Insegnanti(1)
- Susanna Gregory, insegnante e scrittrice britannica (n. 1958)

## Matematici(2)
- David Gregory, matematico e astronomo scozzese (Aberdeen, n. 1659 - Maidenhead, † 1708)
- James Gregory, matematico e astronomo scozzese (Drumoak, n. 1638 - Edimburgo, † 1675)

## Militari(1)
- Joseph Arthur Gregory, militare canadese (n. 1900 - † 1971)

## Paleontologi(1)
- Joseph T. Gregory, paleontologo statunitense (Eureka, n. 1914 - Houston, † 2007)

## Piloti automobilistici(1)
- Masten Gregory, pilota automobilistico statunitense (Kansas City, n. 1932 - Porto Ercole, † 1985)

## Politici(1)
- Thomas Watt Gregory, politico e avvocato statunitense (Crawfordsville, n. 1861 - New York, † 1933)

## Produttori discografici(1)
- Will Gregory, produttore discografico e musicista britannico (Bristol, n. 1959)

## Psicologi(1)
- Richard Gregory, psicologo e neuroscienziato britannico (Londra, n. 1923 - Bristol, † 2010)

## Scrittori(2)
- Daryl Gregory, scrittore statunitense (Darien, n. 1965)
- James Gregory, scrittore sudafricano (n. 1941 - † 2003)

## Scrittrici(2)
- Augusta Gregory, scrittrice e drammaturga irlandese (Roxborough, n. 1852 - Galway, † 1932)
- Philippa Gregory, scrittrice britannica (Nairobi, n. 1954)

## Tenniste(2)
- Lise Gregory, ex tennista sudafricana (Durban, n. 1963)
- Nerida Gregory, ex tennista australiana (Bundaberg, n. 1956)

## Tennisti(1)
- John Colin Gregory, tennista britannico (Beverley, n. 1903 - All England Lawn Tennis and Croquet Club, † 1959)

## Teologi(1)
- Caspar René Gregory, teologo e filologo statunitense (Filadelfia, n. 1846 - Neufchâtel-sur-Aisne, † 1917)

## Velocisti(2)
- Jack Gregory, velocista britannico (Sea Mills, n. 1923 - Bristol, † 2003)
- Leon Gregory, ex velocista australiano (n. 1932)

## Vescovi cattolici(1)
- Affonso Felippe Gregory, vescovo cattolico brasiliano (Estrela, n. 1930 - Porto Alegre, † 2008)

## Zoologi(1)
- William King Gregory, zoologo statunitense (Greenwich Village, n. 1876 - Woodstock, † 1970)

## Senza attività specificata(3)
- Cynthia Gregory, ex ballerina statunitense (Los Angeles, n. 1946)
- James Gregory, ex pentatleta statunitense (n. 1970)
- Lael Gregory, ex snowboarder statunitense (n. 1974)